# 無餘
無餘（?—?），夏朝君主少康的庶子。大禹周游天下，在越地登茅山，四方群臣朝见他。大禹分封有功之臣，赐爵有德之人，之后，大禹驾崩，葬在越地。夏后帝少康恐怕禹迹宗庙祭祀断绝，把其庶子封到越地（今會稽），守護祖墳，号称「無餘」。賀循《會稽記》云：“少康，其少子号曰於越，越國之称始此。”無餘的都城，是會稽山南的故越城。無餘奉守禹的祭祀，与当地土著融合，断发文身，披草莱居住。